# 大瓮站
大瓮站（日语：／ Ōmikaa eki */?）位于日本茨城县日立市大瓮町，是东日本旅客铁道（JR東日本）管辖的鐵路車站。

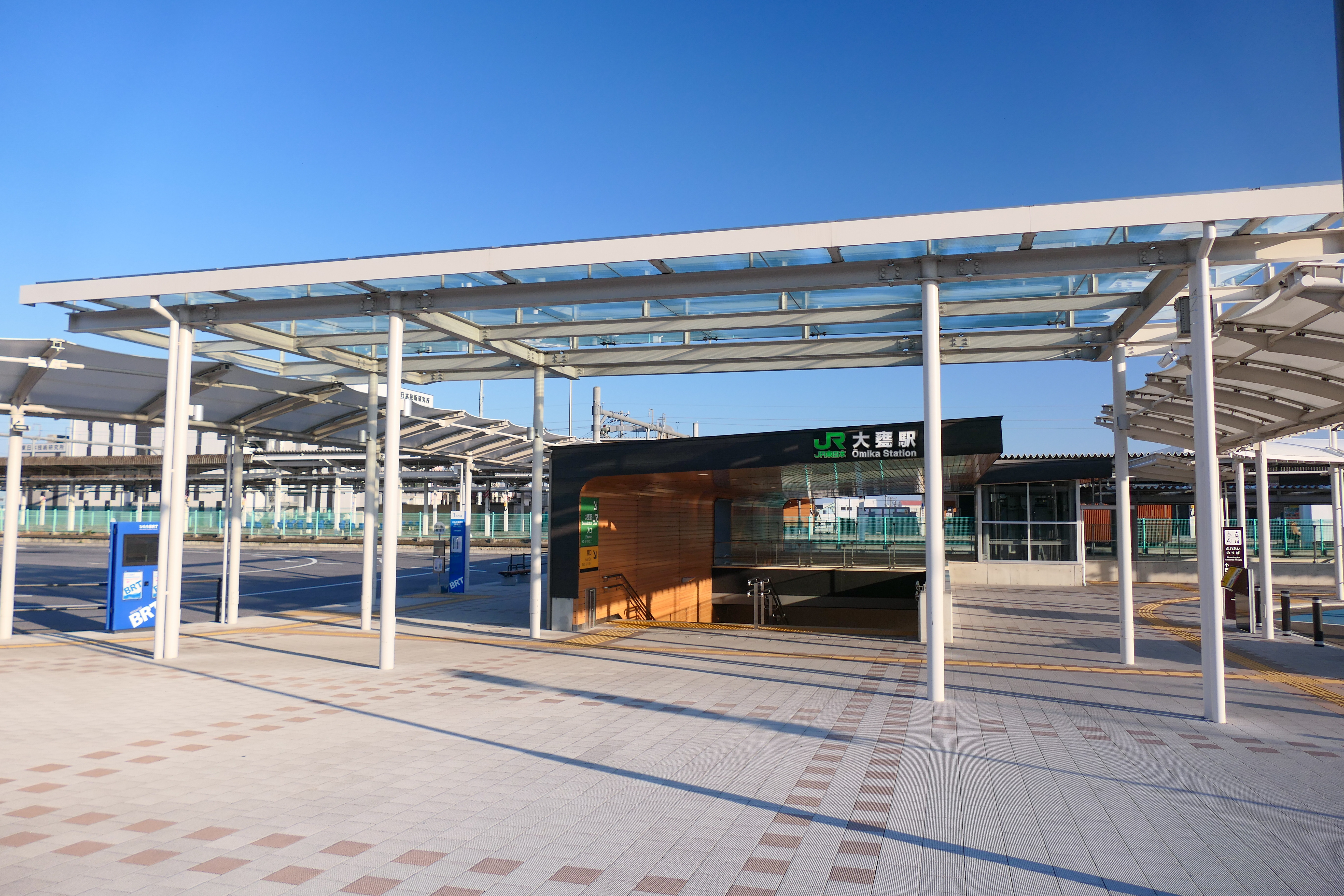
西口(2023年1月)

## 历史
- 1897年2月25日 - 作为日本铁道车站投入运营。
- 1909年10月12日 - 归属常磐线。
- 1928年12月27日 - 日立电铁线开业。
- 1986年 - 第二代站房建成。
- 1987年4月1日 - 国铁分割民营化后成为JR东日本车站。
- 2005年
  - 4月1日 - 日立电铁线废弃。
  - 11月1日 - 更换了发车音乐。
- 2007年1月 - 日立方向的跨线桥拆除。
- 2016年
  - 2月5日 - 第二代站房停止使用。
  - 2月6日 - 临时站房开始使用[2]。
- 2018年
  - 8月23日 - 上下行跨线桥拆除，新建地道部分启用[3]。
  - 12月8日 - 新站房投入使用[4]。
- 2019年
  - 10月25日 - 站内地道大量进水[5]。

## 车站结构

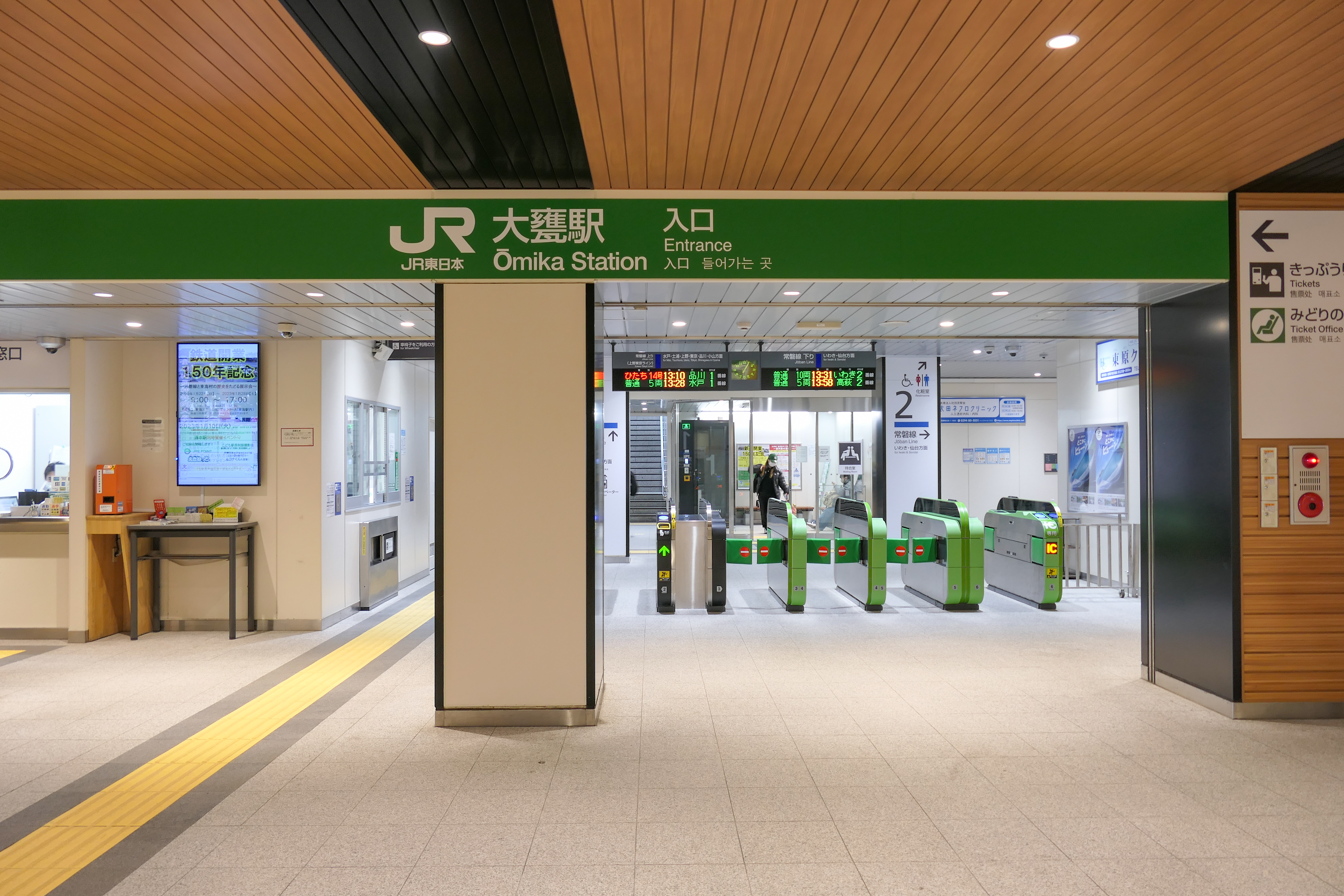
驗票口(2023年1月)

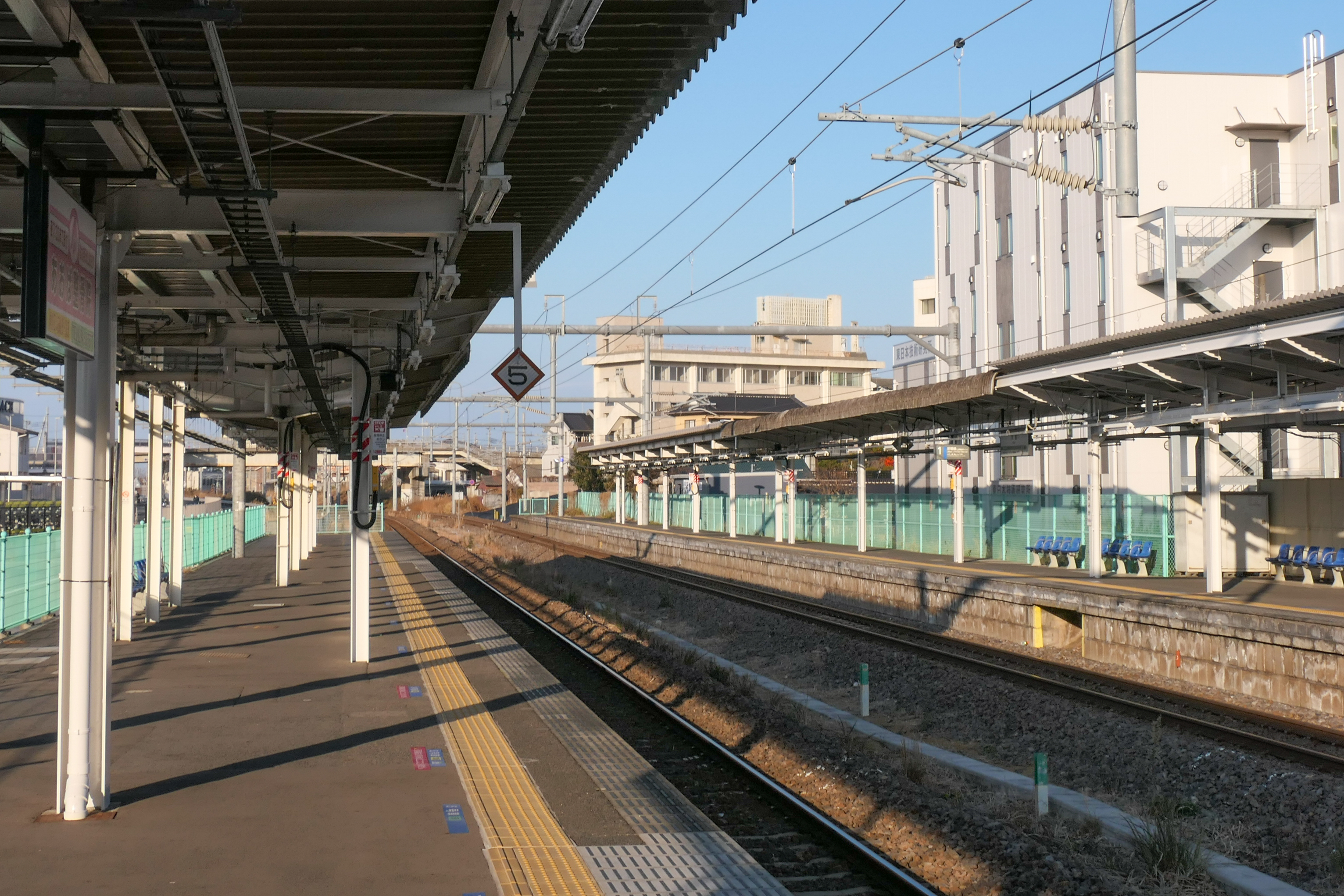
月台(2023年1月)

本站為2台2线构成的地上车站，日立站管理，也是JR东日本车站服务委托的业务委托站。站內设有绿色窗口、Suica自动闸机和指定席自动售票机。检票口西侧有Newdays便利店。

### 站台配置
| 站台 | 路线    | 方向 | 目的地                                          |
| ---- | ------- | ---- | ----------------------------------------------- |
| 1    | ■常磐線 | 上行 | 水户、土浦、上野、東京、品川方向 （上野东京线） |
| 2    | ■常磐線 | 下行 | 磐城方向                                        |

（來源：JR東日本:車站構內圖（页面存档备份，存于））

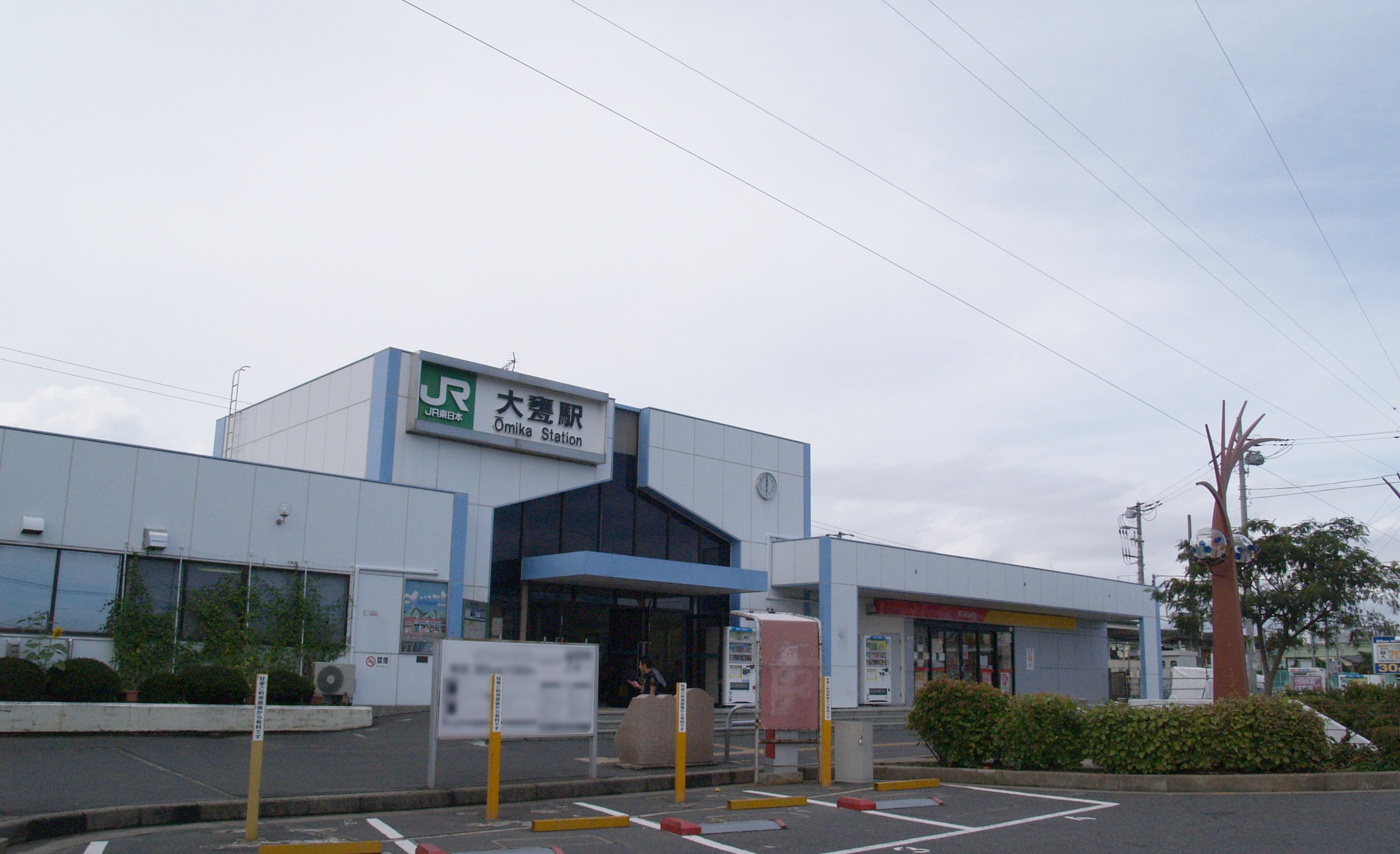
旧站房（2011年9月）
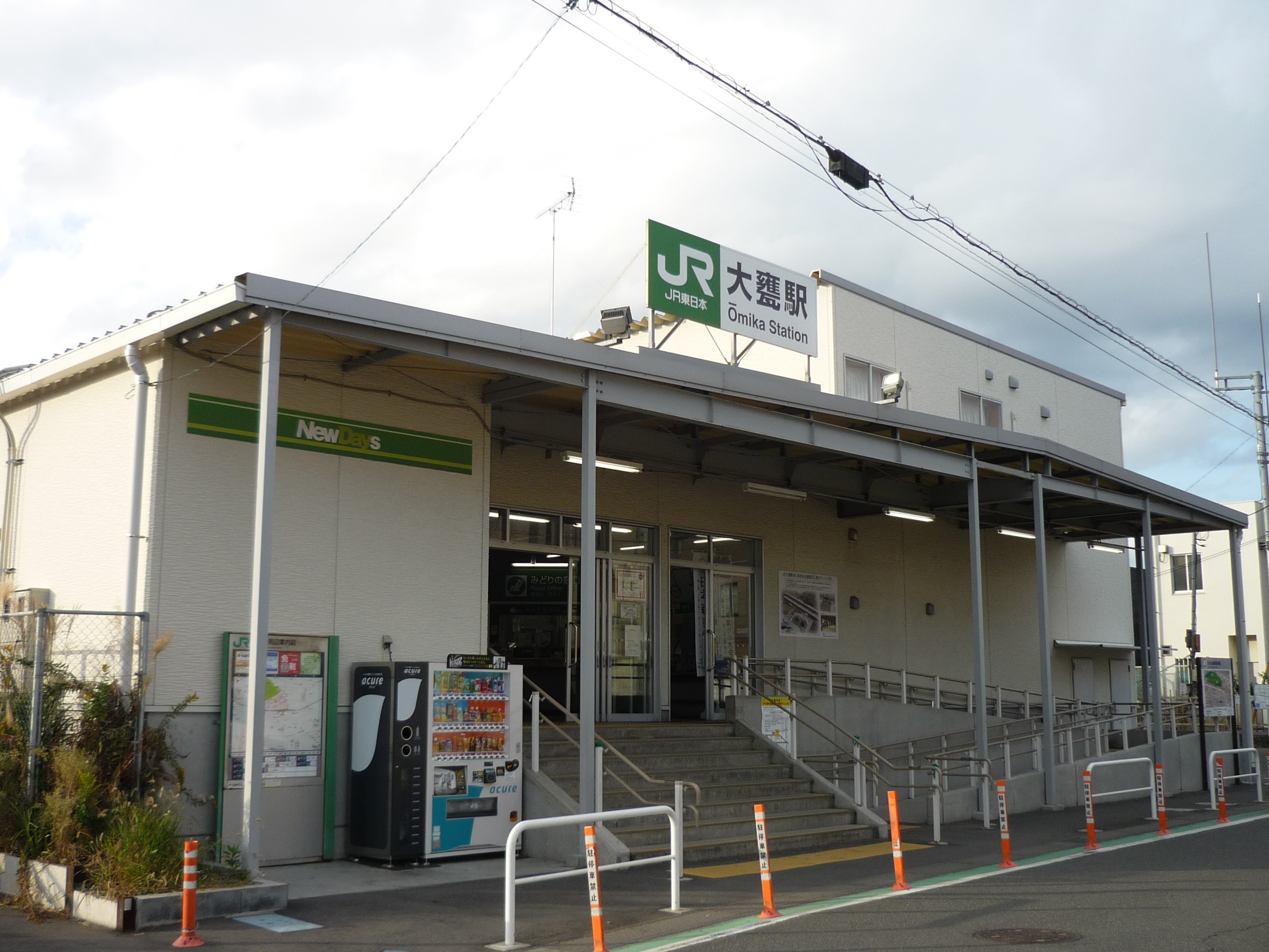
大瓮站临时站房（2018年10月28日）
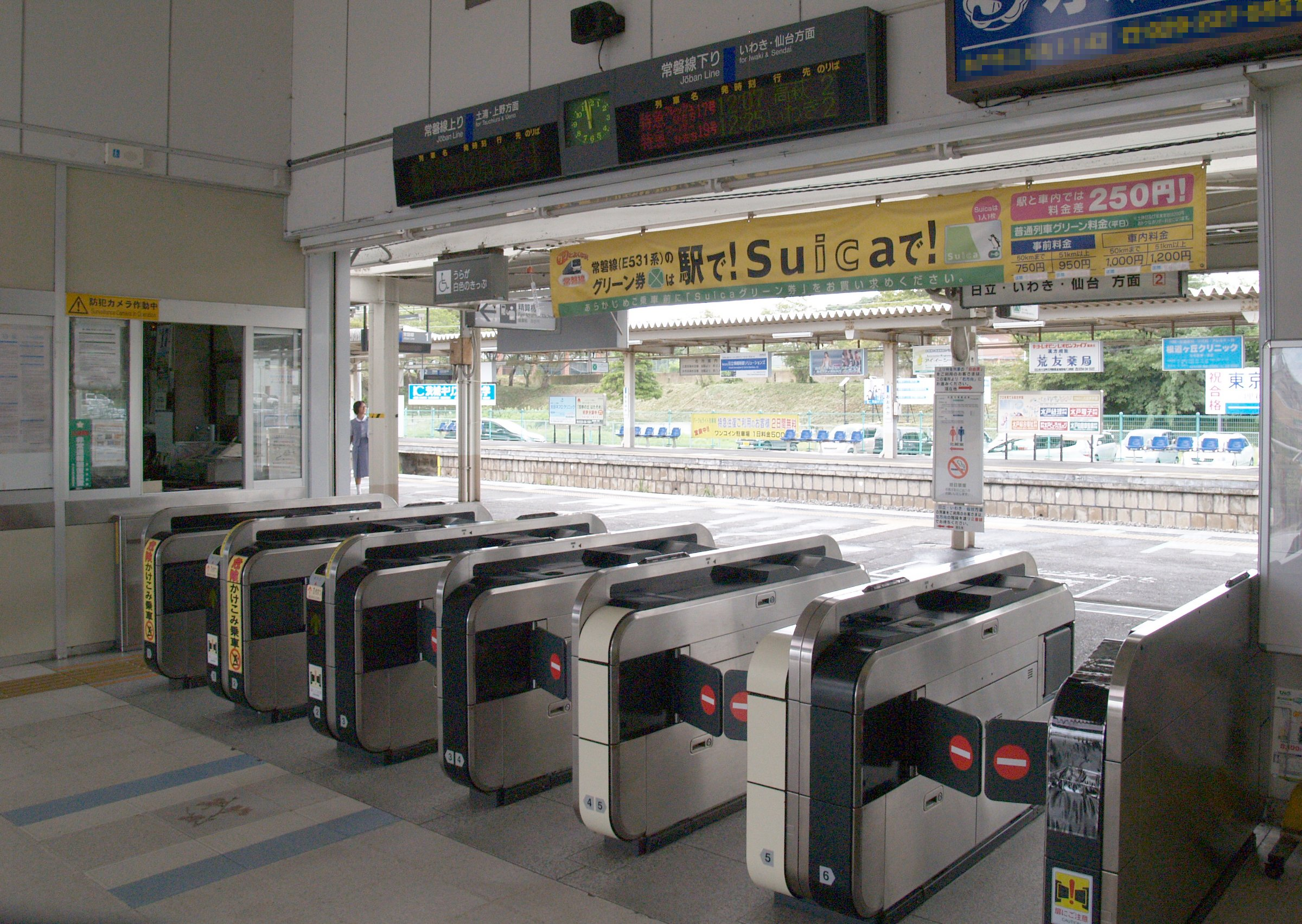
旧站房检票口（2011年9月）

## 使用情况
根據JR東日本，2018年度（平成30年度）1日平均上車人次為9,525人。
近年的推移如下表。
| 上車人次推移       | 上車人次推移     | 上車人次推移    |
| 年度               | 1日平均 上車人次 | 來源            |
| ------------------ | ---------------- | --------------- |
| 2000年（平成12年） | 10,534           | [ 利用客数 2 ]  |
| 2001年（平成13年） | 10,051           | [ 利用客数 3 ]  |
| 2002年（平成14年） | 9,729            | [ 利用客数 4 ]  |
| 2003年（平成15年） | 9,355            | [ 利用客数 5 ]  |
| 2004年（平成16年） | 9,190            | [ 利用客数 6 ]  |
| 2005年（平成17年） | 9,127            | [ 利用客数 7 ]  |
| 2006年（平成18年） | 9,130            | [ 利用客数 8 ]  |
| 2007年（平成19年） | 9,292            | [ 利用客数 9 ]  |
| 2008年（平成20年） | 9,421            | [ 利用客数 10 ] |
| 2009年（平成21年） | 9,296            | [ 利用客数 11 ] |
| 2010年（平成22年） | 9,060            | [ 利用客数 12 ] |
| 2011年（平成23年） | 8,883            | [ 利用客数 13 ] |
| 2012年（平成24年） | 9,235            | [ 利用客数 14 ] |
| 2013年（平成25年） | 9,518            | [ 利用客数 15 ] |
| 2014年（平成26年） | 9,412            | [ 利用客数 16 ] |
| 2015年（平成27年） | 9,775            | [ 利用客数 17 ] |
| 2016年（平成28年） | 9,649            | [ 利用客数 18 ] |
| 2017年（平成29年） | 9,522            | [ 利用客数 19 ] |
| 2018年（平成30年） | 9,525            | [ 利用客数 20 ] |

## 相鄰車站
東日本旅客鐵道（JR東日本）
■常磐线
特急列车“常陸”、“常盤”部分列车停车站。
東海－大瓮－常陸多賀

### 曾經存在的路線
日立電鐵
日立電鐵線（廢線）
久慈濱－大甕－水木

### 使用情况
1. ↑  . 東日本旅客鉄道.   [2019-07-12]. （原始内容存档于2019-07-05）.
2. ↑  . 東日本旅客鉄道.   [2019-03-06]. （原始内容存档于2007-10-28）.
3. ↑  . 東日本旅客鉄道.   [2019-03-06]. （原始内容存档于2019-03-22）.
4. ↑  . 東日本旅客鉄道.   [2019-03-06]. （原始内容存档于2019-03-22）.
5. ↑  . 東日本旅客鉄道.   [2019-03-06]. （原始内容存档于2019-03-22）.
6. ↑  . 東日本旅客鉄道.   [2019-03-06]. （原始内容存档于2019-03-22）.
7. ↑  . 東日本旅客鉄道.   [2019-03-06]. （原始内容存档于2006-06-16）.
8. ↑  . 東日本旅客鉄道.   [2019-03-06]. （原始内容存档于2019-03-22）.
9. ↑  . 東日本旅客鉄道.   [2019-03-06]. （原始内容存档于2019-03-22）.
10. ↑  . 東日本旅客鉄道.   [2019-03-06]. （原始内容存档于2014-10-06）.
11. ↑  . 東日本旅客鉄道.   [2019-03-06]. （原始内容存档于2019-03-22）.
12. ↑  . 東日本旅客鉄道.   [2019-03-06]. （原始内容存档于2011-07-10）.
13. ↑  . 東日本旅客鉄道.   [2019-03-06]. （原始内容存档于2018-07-07）.
14. ↑  . 東日本旅客鉄道.   [2019-03-06]. （原始内容存档于2019-03-22）.
15. ↑  . 東日本旅客鉄道.   [2019-03-06]. （原始内容存档于2016-01-06）.
16. ↑  . 東日本旅客鉄道.   [2019-03-06]. （原始内容存档于2018-03-16）.
17. ↑  . 東日本旅客鉄道.   [2019-03-06]. （原始内容存档于2018-01-13）.
18. ↑  . 東日本旅客鉄道.   [2019-03-06]. （原始内容存档于2018-11-06）.
19. ↑  . 東日本旅客鉄道.   [2018-07-06]. （原始内容存档于2018-11-15）.

## 外部連結
- 車站資訊（大甕）：東日本旅客鐵道